# Берн, Джон
Джон Саутэндер Бёрн (англ. John Southerden Burn; 25 июня 1884, Ричмонд, Большой Лондон — 28 августа 1958, Богнор-Риджис, Западный Суссекс) — британский гребец, бронзовый призёр летних Олимпийских игр 1908 года.
На Играх 1908 года в Лондоне Бёрн входил во второй экипаж восьмёрок Великобритании. Его команда сразу попала в полуфинал, где проиграла сборной Бельгии. Несмотря на это, она разделила третье место и получила бронзовые медали.